# 카나디앵 드 몽레알
카나디앵 드 몽레알(프랑스어: Canadiens de Montréal, 영어: Montreal Canadiens 몬트리올 커네이디언스[*])는 1909년 창단한 캐나다 퀘벡주 몬트리올을 연고지로 하는 프로 아이스하키 팀으로, 정식 명칭은 르 클뤼브 드 하키 카나디앵(le Club de hockey Canadien)이다. 현재 NHL 동부 콘퍼런스 애틀랜틱 디비전에 속해 있다. 1916년 챔피언십 결정전에서 우승하여 최초로 스탠리 컵을 받은 이래 스탠리컵을 24번 차지하여 NHL 팀 중 가장 우승 회수가 많다. 최근 성적과 경영 부진에 시달리고 있다. 그러나 더 나아지고 있다. 홈링크는 상트르 벨이다.

## 역사
1909년 내셔널 하키 협회(NHA)에 원년 멤버로 창단하였고, 1917년 NHA가 내셔널 하키 리그로 개편되면서 캐나다의 4팀과 같이 이동하였다. 1930년대에는 1930년, 1931년 연속 우승 등 성공적인 시작을 하였지만 라이벌인 몬트리올 마룬스와 함께 성적 부진과 경영난에 시달렸다. 하지만 그 뒤로 다시 성공적인 팀이 되었다. 1993년 24번째로 스탠리컵을 차지하였으나, 이후로는 성적 부진으로 인해 플레이오프에 가끔만 진출하고 있고 플레이오프에서도 2010년까지 컨퍼런스 챔피언쉽에 못 진출했다 (컨퍼런스 챔피언쉽 우승 못 함). 구단은 재정적인 어려움에 빠져 매각되는 등 어려움을 겪고 있었으나 상황이 더 나아졌다.

## 역대 홈경기장
| 경기장             | 사용기간                    | 수용인원 | 장소                | 비고                     |
| ------------------ | --------------------------- | -------- | ------------------- | ------------------------ |
| 주빌리 아레나      | 1909년~1910년 1918년~1919년 | 3,200명  | 퀘벡주 몬트리올     | 빈칸                     |
| 몬트리올 아레나    | 1911년~1918년               | 10,000명 | 퀘벡주 웨스트마운트 | 빈칸                     |
| 마운트 로열 아레나 | 1920년~1926년               | 6,000명  | 퀘벡주 몬트리올     | 빈칸                     |
| 포롬 드 몽레알     | 1926년~1996년               | 17,959명 | 퀘벡주 몬트리올     | 빈칸                     |
| 상트르 벨          | 1996년~현재                 | 21,287명 | 퀘벡주 몬트리올     | 몰슨 센터(1996년~2002년) |

## 영구 결번
카나디앵은 18명의 선수를 기념하여 15개의 등번호를 영구 결번했고, 이는 NHL 최다이다. 결번된 모든 선수는 캐나다 출신이며, 카나디앵에서 최소 두 번의 스탠리컵을 들어올린 선수들로 구성돼있다. 1937년 11월 2일 하우이 모렌츠가 첫 영구 결번 수상자가 됐다. 웨인 그레츠키의 99번은 2000년 NHL 올스타전에서 전 구단 결번으로 지정됐다.
| 번호 | 선수명          | 포지션   | 활동 기간   | 지정일           |
| ---- | --------------- | -------- | ----------- | ---------------- |
| 1    | 자크 플랑트     | 골텐더   | 1952~1963년 | 1995년 10월 7일  |
| 2    | 더그 하비       | 수비수   | 1947~1961년 | 1985년 10월 26일 |
| 3    | 에밀 부샤르     | 수비수   | 1941~1956년 | 2009년 12월 4일  |
| 4    | 장 벨리보       | 센터     | 1950~1971년 | 1971년 10월 9일  |
| 5    | 베르니 조프리옹 | 라이트윙 | 1950~1964년 | 2006년 3월 11일  |
| 5    | 기 라푸앵트     | 수비수   | 1968~1982년 | 2014년 11월 8일  |
| 7    | 하우이 모렌츠   | 센터     | 1923~1937년 | 1937년 11월 2일  |
| 9    | 모리스 리샤르   | 라이트윙 | 1942~1960년 | 1960년 10월 6일  |
| 10   | 기 라플뢰르     | 라이트윙 | 1971~1985년 | 1985년 2월 16일  |
| 12   | 디키 무어       | 레프트윙 | 1951~1963년 | 2005년 11월 12일 |
| 12   | 이방 쿠르누아예 | 라이트윙 | 1963~1979년 | 2005년 11월 12일 |
| 16   | 앙리 리샤르     | 센터     | 1955~1975년 | 1975년 12월 10일 |
| 16   | 엘머 락         | 라이트윙 | 1940~1954년 | 2009년 12월 4일  |
| 18   | 세르주 사바르   | 수비수   | 1966~1981년 | 2006년 10월 18일 |
| 19   | 래리 로빈슨     | 수비수   | 1972~1989년 | 2007년 11월 19일 |
| 23   | 밥 게이니       | 레프트윙 | 1973~1989년 | 2008년 2월 23일  |
| 29   | 켄 드라이든     | 골텐더   | 1970~1979년 | 2007년 1월 29일  |
| 33   | 파트리크 루아   | 골텐더   | 1984~1995년 | 2008년 11월 22일 |